# Anthonie Leemans
Anthonie Leemans (født 1631 i Haag, død 1673 i Amsterdam) var en hollandsk guldaldermaler.
Hans virke er kun svagt belyst, men det antages, at han var storebror til Johannes Leemans; brødrene er kendt for levende beskrivelser af jagtmotiver. Anthonie malede også italienske landskaber med soldater.
Ifølge Houbraken, skabte han sig en formue gennem sine malerier af jagtscener, fuglereder og våben; imidlertid er det ikke klart, hvilken af brødrene hab sigtede til med denne beskrivelse. 
- Stilleben malet af Leemans i 1661
- Stilleben
- jagtscene:Jægere og deres trofæer